# Список банков Казахстана
Республика Казахстан имеет двухуровневую банковскую систему. Банковская деятельность является лицензируемым видом деятельности.

## Банк первого уровня
Первый уровень банковской системы занимает Национальный банк Республики Казахстан, который является центральным банком страны.

## Банки второго уровня
В данном списке представлены действующие местные и иностранные банки Казахстана в порядке уменьшения активов. По состоянию на 1 мая 2025 года банковский сектор Республики Казахстан представлен 21 банком второго уровня, из которых 13 банков с иностранным участием, в том числе 9 дочерних банков..
По данным за 1 мая 2025 года в Казахстане насчитывается 21 банк второго уровня. Их активы по состоянию на 1 мая 2025 года составили 62,6 трлн тенге.
| №  | Название банка                              | Контролирующий акционер                     | Активы (млрд тенге) |
| -- | ------------------------------------------- | ------------------------------------------- | ------------------- |
| 1  | Народный банк Казахстана                    | Холдинговая группа «АЛМЭКС»                 | 13612,7             |
| 2  | Kaspi Bank                                  | АО «Kaspi Group»                            | 5369,5              |
| 3  | Банк ЦентрКредит                            | Бахытбек Байсеитов                          | 4440,5              |
| 4  | Отбасы банк                                 | Национальный управляющий холдинг «Байтерек» | 3648,3              |
| 5  | ForteBank                                   | Булат Утемуратов                            | 2861,1              |
| 6  | Евразийский банк                            | АО «Евразийская финансовая компания»        | 2726,7              |
| 7  | Alatau City Bank                            | Ким Владимир Сергеевич                      | 2591,4              |
| 8  | Bank RBK                                    | ТОО «КСС ФИНАНС»                            | 1703,6              |
| 9  | Bereke Bank                                 | Lesha Bank LLC                              | 1679,5              |
| 10 | Фридом Банк Казахстан                       | АО «Фридом Финанс»                          | 1533,1              |
| 11 | Ситибанк Казахстан                          | Citibank, N.A.                              | 1067,7              |
| 12 | Алтын банк                                  | China CITIC Bank                            | 983,7               |
| 13 | Home Credit Bank Kazakhstan                 | Иржи Шмейц                                  | 590,5               |
| 14 | Нурбанк                                     | ТОО «JP Finance Group»                      | 455,3               |
| 15 | Шинхан Банк Казахстан                       | Shinhan Bank                                | 392,9               |
| 16 | Банк Китая в Казахстане                     | Bank of China Limited                       | 430,9               |
| 17 | Торгово-промышленный Банк Китая в г. Алматы | Industrial and Commercial Bank of China     | 359,1               |
| 18 | KZİ Bank                                    | Т. С. Зираат Банкасы А. Ш.                  | 191,1               |
| 19 | VTB Bank Казахстан                          | Банк ВТБ                                    | 179,2               |
| 20 | Al Hilal                                    | Al Hilal Bank PJSC                          | 59,2                |
| 21 | Заман-Банк                                  | Тасбулат Абгужинов                          | 22,7                |

## Банк развития Казахстана
Особым правовым статусом обладает государственный Банк развития Казахстана. Миссия этого банка состоит в содействии устойчивому развитию национальной экономики путём осуществления инвестиций в несырьевой сектор страны.

## Система гарантирования депозитов
Все вклады физических лиц и индивидуальных предпринимателей, размещённые в банках — участниках системы страхования вкладов, гарантируются государством. Финансовой основой системы является Казахстанский фонд гарантирования депозитов (KDIF).

## Вклады населения
В 2018 году 93,6 % суммы депозитов физических лиц приходится на 10 банков. У пяти из них годовой рост объёма депозитов населения превысил 10 %, это Евразийский банк, Жилстройсбербанк, Kaspi Bank, Нурбанк и Народный банк Казахстана. Объёмы банковских обязательств к августу 2018 года достигли 21,4 трлн тенге.

## Кредитование
В 2019 году сумма выданных кредитов в розничном сегменте составила 5,4 трлн тенге, что на 1,5 трлн (или 37,6 %) больше показателя 2018 года. В сегменте потребительских займов без залога были выданы 3,9 трлн тенге; кредитные карты 460 тысяч ссуд (сумма — 103 млрд тенге). В этом же году было заключено 98,3 тысячи ипотечных договоров с объёмом кредитов — 891 млрд. "В сфере беззалогового потребительского кредитования 80 % заемщиков имеют задолженность около 300 тысяч тенге.
К июлю 2022 общий объём кредитного портфеля БВУ Казахстана на составил 20,1 триллиона тенге. При этом объём кредитов с просроченными платежами по состоянию на первое полугодие года составил 1,6 трлн тенге, а доля просроченных платежей выросла с 6,9 % до 7,3 %.
Согласно статистике Национального банка, отношение портфеля потребзаймов к ВВП в Казахстане составляет около 7 %. В России данный показатель равен 14,3 %, в Польше — около 30 %, в Германии свыше 40 %, а в США — более 85 %.